# Alexis Desespringalle
Alexis Desespringalle, né le 31 janvier 1991 à Croix, Nord, est un joueur français de basket-ball. Il évolue au poste d'arrière.

## Biographie

### Nanterre (2008-2012)
Après un début de carrière avec les espoirs à Nanterre et quelques apparitions dans l'effectif professionnel,

### Rueil (2012-2013)
Le 12 juin 2012, il s'engage pour la saison 2012-2013 avec Rueil en NM1.

### Nantes (2013-2017)
Joueur professionnel de l'Hermine de Nantes de 2013 à 2017.

### Lille (2017-2018)
Pour la saison 2017-2018, il s'engage pour une saison au Lille Metropole Basket Clubs. En septembre 2017, il est victime d'un arrachement osseux à la main et subit une opération qui l'oblige à s'absenter pour deux mois.

### Quimper (2018-2019)
Après une année en demi-teinte à Lille (2,7 points en 10 minutes de jeu par match), il s'engage à l'UJAP Quimper pour la saison 2018-2019. Le 27 septembre, lors de la 2e journée de la Leaders Cup contre Poitiers, il se fracture la malléole et doit manquer quatre mois de compétition.

## Palmarès
- Champion de France de Pro B 2011
- Playoffs 2015
- Playoffs 2016
- Playoffs 2018 : demi-finale